# Talbrücke Schraudenbach
Die Talbrücke Schraudenbach ist ein Bauwerk der Bundesautobahn 7 bei Schraudenbach in Unterfranken zwischen dem Autobahnkreuz Schweinfurt/Werneck und der Anschlussstelle Gramschatzer Wald. Die 1965 errichtete Brücke wurde zwischen Juni 2015 und Dezember 2019 durch einen Neubau ersetzt.
Am 15. Juni 2016 stürzte bei den Bauarbeiten das die Schalung stützende Traggerüst samt flüssigem Beton ein. Ein 38-jähriger Bauarbeiter kam ums Leben und 14 Arbeiter wurden teilweise schwer verletzt. Der Einsturz warf Fragen nach der Standsicherheit von Traggerüsten bei Bauvorhaben an anderen Brückenkonstruktionen auf.

## Brücken

### Brücke von 1965
Zwei Kilometer südwestlich des Autobahnkreuzes Schweinfurt/Werneck führt die A 7 über die Schraudenbacher Talbrücke im Landkreis Schweinfurt. Die Brücke hatte vier Fahrstreifen und zwei Standspuren. Unter der Brücke führen der Stängersgraben sowie die Kreisstraße SW 12 von Schraudenbach nach Zeuzleben entlang.
Die Brücke sollte bis Ende 2018 durch eine neue Spannbetonkonstruktion ersetzt werden, da eine Erneuerung der knapp 50 Jahre alten Talbrücke aufgrund des insgesamt schlechten Bauwerkszustandes erforderlich war.

### Brücke ab 2015

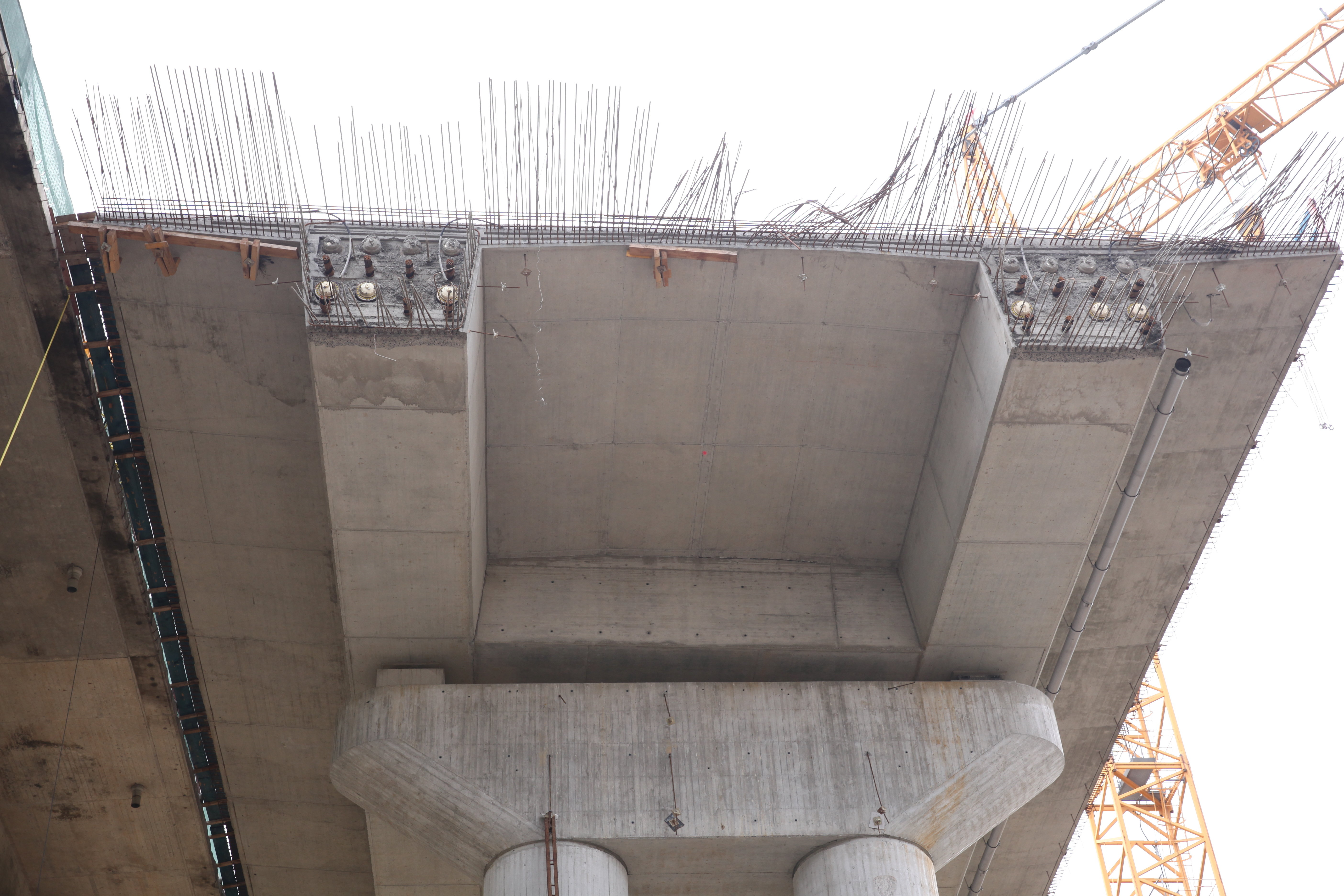
Betonierfuge mit Anschlussbewehrung, Spanngliedverankerungen und abgeschnittenen Spannstählen

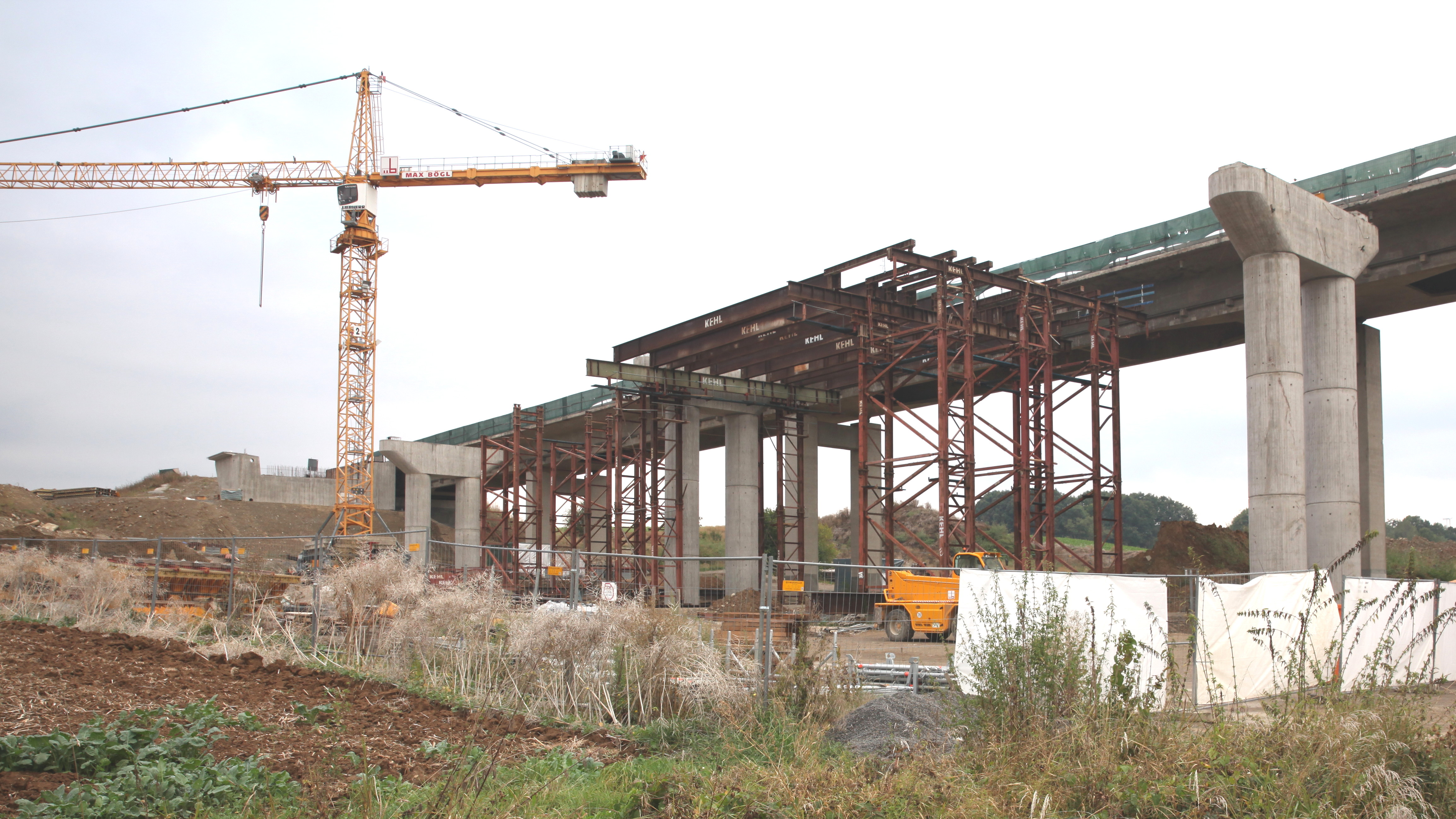
Traggerüst

Ab Juni 2015 wurde die neue, 236 Meter lange Talbrücke mit Stützweiten von 34 Metern bei den Endfeldern und 42 Metern bei den Innenfeldern als Ersatz der alten errichtet. Das als zweistegiger Plattenbalken hergestellte Bauwerk kostete ca. 17,5 Millionen Euro. Ein späterer sechsstreifiger Ausbau der A 7 zwischen dem Autobahnkreuz Schweinfurt/Werneck und dem Autobahnkreuz Biebelried wurde mit einem entsprechenden Fahrbahnquerschnitt berücksichtigt. Mit der Ausführung der Brückenbauarbeiten war die Unternehmensgruppe Max Bögl beauftragt. Diese hatte ein anderes Unternehmen mit Arbeiten von Teilbereichen der Brücke beauftragt.
Die Überbauten wurden mit einem Traggerüst, das die Schalung mit dem beim Betonieren flüssigen Beton stützte, errichtet. Bei der Herstellung des dritten Bauabschnitts des östlichen Überbaus war zwischen Pfeiler 5 und Pfeiler 6 das 20 Meter hohe Traggerüst am 15. Juni 2016 kurz nach 16 Uhr mit einem frisch betonierten Überbauabschnitt von 40 Metern Länge eingestürzt.
Zunächst konnte auch das Bauunternehmen keine Angaben dazu machen, wie viele Bauarbeiter auf dem Bau arbeiteten. Auch war unklar, ob Personen auf der unter der Brücke verlaufenden Kreisstraße SW 12 von der eingestürzten Masse begraben wurden. Ein 38-jähriger Bauarbeiter wurde tot aus den Trümmern geborgen. 14 seiner Kollegen wurden teilweise lebensgefährlich verletzt. Sie arbeiteten für einen Subunternehmer von Max Bögl. Mehr als 150 Helfer von Feuerwehr, Rettungsdienst und Technischem Hilfswerk bargen die Bauarbeiter.
Die Kriminalpolizei Schweinfurt und die Staatsanwaltschaft Schweinfurt übernahmen die Ermittlungen wegen fahrlässiger Tötung und fahrlässiger Körperverletzung. Nach einem Gutachten war die Einsturzursache des Traggerüstes während des Betonierens ein Stabilitätsversagen einer Gerüststütze aufgrund unterdimensionierter Verbindungselemente. Gegen den zuständigen Ingenieur, der die Statik und die Ausführungszeichnungen für das Traggerüst erstellt hatte, und den Prüfingenieur, dem die Prüfung der Statik und die Bauüberwachung oblag, sowie seinen Mitarbeiter, einem Ingenieur eines externen Unternehmens, wurde im September 2018 beim Landgericht Schweinfurt Anklage wegen fahrlässiger Tötung und in 14 Fällen fahrlässiger Körperverletzung erhoben. Prozessbeginn war am 6. November 2019. Da die mündlichen Aussagen der damaligen Bausachverständigen sich in zentralen Punkten vom schriftlichen Gutachten unterschieden, wurde der Prozess ausgesetzt und ein neuer Gutachter beauftragt. Aufgrund der Dauer der Prozessunterbrechung musste das Verfahren neu angesetzt werden. Prozessbeginn war am 13. März 2023. Der Prozess gegen den Aufsteller der statischen Unterlagen für das Traggerüst wurde abgetrennt und muss neu beginnen, da dessen Verteidigerin erkrankte. Da die Tragfähigkeit des Gerüstes für diesen Bauzustand nicht nachgewiesen und dieser Mangel den mit der Prüfung der Statik beauftragten Ingenieuren nicht auffiel, wurde am 3. Mai 2023 der Prüfingenieur wegen fahrlässiger Tötung und fahrlässiger Körperverletzung zu eineinhalb Jahre Haft und der prüfende Sachbearbeiter zu neun Monate Haft jeweils auf Bewährung verurteilt. Der Arbeitgeber des Sachbearbeiters wurde freigesprochen. Die zu Haftstrafen verurteilten Ingenieure legten Revision beim Bundesgerichtshof ein. Der BGH wies die Revision des 60-Jährigen (Stand: Mai 2024) Prüfingenieurs ab, das Urteil gegen den 50-jährigen Ingenieur wurde wegen eines Formfehlers aufgehoben und an das Landgericht zurückverwiesen.
Für den Weiterbau mussten die noch nicht verpressten, beschädigten Litzen der Spannglieder aus ihren einbetonierten Verankerungen an den Spannköpfen gelöst und durch neue Litzen ersetzt werden. Mittels Hochdruckwasserstrahlen wurden die Ankerköpfe freigelegt. Der zu durchtrennende Betonstahl wurde durch nachträglich eingeschweißte Bewehrungsstäbe wiederhergestellt.
Ende November 2017 wurde der erste Brückenüberbau dem Verkehr übergeben, im Dezember 2019 der Ersatzneubau der Talbrücke Schraudenbach fertiggestellt.